# Трескино (Бековский район)
Трескино́ — деревня Пяшинского сельсовета Бековского района Пензенской области.

## География
Деревня расположена в восточной части Бековского района по левому берегу реки Пяша. Расстояние до административного центра сельсовета село Пяша — 2 км, до районного центра пгт Беково по автомобильным дорогам — 37 км.

## История
По исследованиям историка-краеведа Полубоярова М. С., село основано в начале XVIII века нижнеломовскими солдатами как сельцо Дмитриевское (Пяша, Аничково), у которых в 1721 году выкупил земли помещик Иван Тимофеевич Трескин. В 1790 году на карте Генерального межевания обозначена как д. Трескино. В 1859 году — казённая деревня Трескина Сердобского уезда Саратовской губернии, при речке Пяше, 59 дворов, число жителей всего — 433, из них мужского пола — 214, женского — 219. В 1911 году — деревня Трескино (Дмитриевское) Пяшинской волости Сердобского уезда, 161 двор, число душ всего 976, из них мужского пола — 481, женского — 495; площадь посевов у крестьян всего 657 десятин, из них на надельной земле 265, на купленной — 93, на арендованной — 299 десятин; имелось 10 железных плугов. До 17 марта 1924 года — центр Трескинского сельсовета Пяшинской волости, на 14 июня 1924 года — в Пяшинском сельсовете, на 20 июля 1927 года — в Ключевском сельсовете Пяшинской волости Сердобского уезда. В 1939 году деревня вошла в состав вновь образованной Пензенской области. В 1955 году Трескино — в составе Пяшинского сельсовета Бековского района, располагалась бригада колхоза имени Ворошилова, в 1970—1980 годы — бригада совхоза «Пяшинский». В 5 км от села находится курган эпохи бронзы высотой до 2-х метров.

## Население
На 1 января 2004 года — 46 хозяйств, 99 жителей; в 2007 году — 91 житель. Число жителей на 1 января 2010 года составило 85 человек.
| Численность населения, чел. | Численность населения, чел. | Численность населения, чел. | Численность населения, чел. | Численность населения, чел. | Численность населения, чел. | Численность населения, чел. |
| 1811                        | 1859                        | 1877                        | 1897                        | 1911                        | 1926                        | 1939                        |
| --------------------------- | --------------------------- | --------------------------- | --------------------------- | --------------------------- | --------------------------- | --------------------------- |
| 300                         | ↗433                        | ↗534                        | ↗719                        | ↗976                        | ↗1099                       | ↘435                        |
| 1959                        | 1979                        | 1989                        | 1996                        | 2004                        | 2007                        | 2010                        |
| ↘269                        | ↘252                        | ↘140                        | ↘60                         | ↗99                         | ↘91                         | ↘85                         |

## Инфраструктура
Деревня газифицирована, централизованное водоснабжение отсутствует. Трескино соединена с центром сельсовета с. Пяша дорогой с щебенчатым покрытием.

## Улицы
- Кренделёвка;
- Луговая;
- Нагорная;
- Центральная.